# Profvoetballer van het Jaar 1998
Het gala van de Belgische verkiezing Profvoetballer van het Jaar 1998 werd georganiseerd op 4 mei 1998 in het casino in Knokke. Pär Zetterberg kwam voor de tweede keer op rij en voor de derde keer in totaal als winnaar uit de bus. De Zweed mocht ook de Fair-Playprijs in ontvangst nemen. Ronny Gaspercic werd uitgeroepen tot Keeper van het Jaar en Eric Addo tot Jonge Profvoetballer van het Jaar. Eric Gerets en Frans Van Den Wijngaert volgden zichzelf op in de categorieën Trainer van het Jaar en Scheidsrechter van het Jaar.

## Winnaars
Eric Gerets loodste een jaar nadat hij verrassend kampioen werd met Lierse SK ook Club Brugge naar de landstitel. Hij werd dan ook logischerwijs verkozen tot Trainer van het Jaar. Gerets zag echter wel hoe zijn aanvoerder Franky Van der Elst net naast de hoofdprijs greep. Zijn concurrent Pär Zetterberg trok voor het tweede jaar op rij aan het langste eind. RSC Anderlecht had er een onregelmatig seizoen opzitten, waardoor de regelmaat in de prestaties van de Zweedse aanvoerder des te harder opvielen. Zetterberg troefde Van der Elst een half jaar eerder ook af tijdens de verkiezing van de Gouden Schoen.
Blauw-zwart bemachtigde wel de prijs voor Jonge Profvoetballer van het Jaar. De Ghanees Eric Addo werd de eerste en tevens laatste speler van Club Brugge die de trofee in ontvangst mocht nemen.
Ronny Gaspercic, een jaar eerder nog derde in de uitreiking, werd door zijn collega's verkozen tot beste doelman. De sterke lijnkeeper van het bescheiden KRC Harelbeke schopte het in 1998 zelfs tot de nationale ploeg.
De 48-jarige Frans Van Den Wijngaert volgde zichzelf op als beste scheidsrechter.

## Uitslag

### Profvoetballer van het Jaar
| Nr. | Land                                | Winnaar             | Club            | Ptn. |
| --- | ----------------------------------- | ------------------- | --------------- | ---- |
| 1.  | Vlag van Zweden                     | Pär Zetterberg      | RSC Anderlecht  | 474  |
| 2.  | Vlag van Kroatië · Vlag van België  | Branko Strupar      | Racing Genk     | 243  |
| 3.  | Vlag van België                     | Franky Van der Elst | Club Brugge     | 179  |
| 4.  | Vlag van België                     | Marc Wilmots        | Schalke 04      | 139  |
| 5.  | Vlag van België                     | Enzo Scifo          | RSC Anderlecht  | 105  |
| 6.  | Vlag van Polen · Vlag van Canada    | Tomasz Radzinski    | Germinal Ekeren | 103  |
| 7.  | Vlag van Senegal                    | Khalilou Fadiga     | Club Brugge     | 84   |
| 8.  | Vlag van Brazilië · Vlag van België | Luis Oliveira       | Fiorentina      | 58   |
| 9.  | Vlag van België                     | Nico Van Kerckhoven | Lierse SK       | 45   |
| 10. | Vlag van België                     | Danny Boffin        | FC Metz         | 39   |

### Keeper van het Jaar
| Nr. | Land               | Winnaar              | Club                        | Ptn. |
| --- | ------------------ | -------------------- | --------------------------- | ---- |
| 1.  | Vlag van België    | Ronny Gaspercic      | KRC Harelbeke               | 424  |
| 2.  | Vlag van België    | Dany Verlinden       | Club Brugge                 | 274  |
| 3.  | Vlag van België    | Patrick Nys          | Lommel SK                   | 210  |
| 4.  | Vlag van België    | Philippe Vande Walle | Lierse SK / Eendracht Aalst | 129  |
| 5.  | Vlag van België    | Jan Moons            | Germinal Ekeren             | 104  |
| 6.  | Vlag van België    | Frédéric Herpoel     | AA Gent                     | 98   |
| 7.  | Vlag van Hongarije | István Brockhauser   | Racing Genk                 | 97   |

### Trainer van het Jaar
| Nr. | Land               | Winnaar           | Club            | Ptn. |
| --- | ------------------ | ----------------- | --------------- | ---- |
| 1.  | Vlag van België    | Eric Gerets       | Club Brugge     | 714  |
| 2.  | Vlag van België    | Aimé Anthuenis    | Racing Genk     | 523  |
| 3.  | Vlag van België    | Georges Leekens   | Rode Duivels    | 94   |
| 4.  | Vlag van Nederland | Henk Houwaart     | KRC Harelbeke   | 85   |
| 5.  | Vlag van België    | Herman Helleputte | Germinal Ekeren | 84   |

### Jonge Profvoetballer van het Jaar
| Nr. | Land                                      | Winnaar         | Club           | Ptn. |
| --- | ----------------------------------------- | --------------- | -------------- | ---- |
| 1.  | Vlag van Ghana                            | Eric Addo       | Club Brugge    | 620  |
| 2.  | Vlag van Roemenië                         | Alin Stoica     | RSC Anderlecht | 380  |
| 3.  | Vlag van België                           | Walter Baseggio | RSC Anderlecht | 295  |
| 4.  | Vlag van België                           | Carl Hoefkens   | Lierse SK      | 60   |
| 5.  | Vlag van Congo-Kinshasa · Vlag van België | Émile Mpenza    | Standard Luik  | 55   |

### Scheidsrechter van het Jaar
| Nr. | Land            | Winnaar                 | Ptn. |
| --- | --------------- | ----------------------- | ---- |
| 1.  | Vlag van België | Frans Van Den Wijngaert | 274  |
| 2.  | Vlag van België | Frank De Bleeckere      | 135  |
| 3.  | Vlag van België | Marcel Javaux           | 119  |

### Fair-Playprijs
| Nr. | Land               | Winnaar             | Club           | Ptn. |
| --- | ------------------ | ------------------- | -------------- | ---- |
| 1.  | Vlag van Zweden    | Pär Zetterberg      | RSC Anderlecht | 38   |
| 2.  | Vlag van België    | Guy Vandersmissen   | RWDM           | 29   |
| 3.  | Vlag van België    | Franky Van der Elst | Club Brugge    | 18   |
| 4.  | Vlag van Tsjechië  | Roman Vonášek       | KSC Lokeren    | 9    |
| 5.  | Vlag van Luxemburg | Guy Hellers         | Standard Luik  | 8    |
| "   | Vlag van België    | Dany Verlinden      | Club Brugge    | 8    |